# Fumariaceae
Familia fumariacee (Fumariaceae) este o familie de plante angiosperme. Cuprinde 20 genuri cu 575 specii erbacee, printre care brebenelul (Corydalis solida), răspândit prin păduri de foioase, fumărița (Fumaria officinalis) o buruiană frecventă în culturi. Se caracterizează prin flori zigomorfe grupate în raceme și număr de stamine redus de la 2—6.  Își trage obârșia din papaveracee, de care se deosebește prin lipsa laticiferilor, zigomorfia florilor și numărul redus de stamine. În prezent este inclusă în familia Papaveraceae.

## Specii din România
În flora României vegetează 15 specii ce aparțin la 3 genuri (Corydalis, Fumaria, Lamprocapnos)
- Corydalis capnoides – Brebenei
- Corydalis cava – Brebenei
- Corydalis intermedia – Brebenei
- Corydalis pumila – Brebenei
- Corydalis solida – Brebenei
- Fumaria densiflora – Fumariță
- Fumaria jankae – Fumariță
- Fumaria kralikii – Fumariță
- Fumaria officinalis – Fumariță
- Fumaria parviflora – Fumariță
- Fumaria rostellata – Fumariță
- Fumaria schleicheri – Fumariță
- Fumaria thuretii – Fumariță
- Fumaria vaillantii – Fumariță
- Lamprocapnos spectabilis (Dicentra spectabilis) – Cerceii doamnei